# Скопинцев, Дмитрий Владимирович
Дми́трий Влади́мирович Ско́пинцев (род. 2 марта 1997, Воронеж) — российский футболист, левый защитник и полузащитник клуба «Динамо» (Москва).

## Биография
Начинал заниматься футболом в родном городе. С 2007 по 2011 г. играл в СДЮСШОР № 15, первый тренер Александр Архипов. После турнира Первенства МОА «Черноземье» в 2011 году переехал в академию «Динамо» при содействии Константина Сарсании за 136 тыс. рублей, откуда перешёл в «Зенит». Отыграв за молодёжную команду один сезон, перешёл в «РБ Лейпциг», воспользовавшись советом Анатолия Тимощука за 1,8 млн евро, однако спустя месяц был переведён в «Лиферинг», команду системы «Ред Булла», выступающую в первой австрийской лиге. Провёл за неё 13 встреч, дебютировал 23 октября 2015 года в поединке против «Винер-Нойштадта».
В 2016 году подписал трёхлетний контракт с «Ростовом». 29 октября 2016 года дебютировал в российской Премьер-лиге поединком против пермского футбольного клуба «Амкар», выйдя на замену на 87-й минуте вместо Дениса Терентьева.
19 февраля 2019 перешёл в Краснодар. Сыграл всего 19 матчей, обычно выходя на замены.
7 января 2020 года перешёл в московское «Динамо», сумма трансфера составила 4,3 млн евро. В августе 2022 года продлил контракт до 2027 года, а в июле 2024 года контракт был продлён до конца сезона 2028/29.

## Карьера в сборной
Выступал за юношескую и молодёжную сборную России. Дебютировал за основную сборную 12 сентября 2023 года в товарищеском матче против сборной Катара (1:1).

## Достижения
«Динамо» (Москва)
- Бронзовый призёр чемпионата России: 2021/22, 2023/2024.

## Клубная статистика
| Выступление      | Выступление      | Выступление      | Лига | Лига | Кубки | Кубки | Еврокубки | Еврокубки | Итого | Итого |
| Клуб             | Лига             | Сезон            | Игры | Голы | Игры  | Голы  | Игры      | Голы      | Игры  | Голы  |
| ---------------- | ---------------- | ---------------- | ---- | ---- | ----- | ----- | --------- | --------- | ----- | ----- |
| Лиферинг         | Первая лига      | 2015/16          | 13   | 0    | —     | —     | —         | —         | 13    | 0     |
| Лиферинг         | Итого            | Итого            | 13   | 0    | —     | —     | —         | —         | 13    | 0     |
| Ростов           | РФПЛ             | 2016/17          | 1    | 0    | 1     | 0     | —         | —         | 2     | 0     |
| Ростов           | РФПЛ             | 2017/18          | 10   | 0    | —     | —     | —         | —         | 10    | 0     |
| Ростов           | РФПЛ             | 2018/19          | 15   | 0    | 2     | 1     | —         | —         | 17    | 1     |
| Ростов           | Итого            | Итого            | 26   | 0    | 3     | 1     | —         | —         | 29    | 1     |
| → Балтика        | ФНЛ              | 2016/17          | 12   | 1    | —     | —     | —         | —         | 12    | 1     |
| → Балтика        | ФНЛ              | 2017/18          | 24   | 10   | 1     | 0     | —         | —         | 25    | 10    |
| → Балтика        | Итого            | Итого            | 36   | 11   | 1     | 0     | —         | —         | 37    | 11    |
| Краснодар        | РПЛ              | 2018/19          | 9    | 1    | 0     | 0     | —         | —         | 9     | 1     |
| Краснодар        | РПЛ              | 2019/20          | 5    | 1    | 1     | 0     | 2         | 0         | 8     | 1     |
| Краснодар        | Итого            | Итого            | 14   | 2    | 1     | 0     | 2         | 0         | 17    | 2     |
| Динамо (Москва)  | РПЛ              | 2019/20          | 10   | 1    | —     | —     | —         | —         | 10    | 1     |
| Динамо (Москва)  | РПЛ              | 2020/21          | 24   | 1    | 1     | 0     | 1         | 0         | 26    | 1     |
| Динамо (Москва)  | РПЛ              | 2021/22          | 27   | 1    | 6     | 1     | —         | —         | 33    | 2     |
| Динамо (Москва)  | РПЛ              | 2022/23          | 28   | 1    | 9     | 0     | —         | —         | 37    | 1     |
| Динамо (Москва)  | РПЛ              | 2023/24          | 12   | 1    | 3     | 0     | —         | —         | 15    | 1     |
| Динамо (Москва)  | Итого            | Итого            | 101  | 5    | 19    | 1     | 1         | 0         | 121   | 6     |
| Всего за карьеру | Всего за карьеру | Всего за карьеру | 190  | 18   | 24    | 2     | 3         | 0         | 217   | 20    |